# Arnold von Bocholtz
Arnold von Bocholtz (* im 16. Jahrhundert; † 21. Dezember 1632) war Vizedominus in Münster und Domherr in verschiedenen Bistümern.

## Leben
Arnold von Bocholtz entstammte dem niederrheinischen Adelsgeschlecht von Bocholtz und war der Sohn des Wilhelm von Bocholtz († 1595, Drost zu Wageningen) und dessen Gemahlin Oda von Cortenbach. Am 1. Juli 1595 legte er eine kurfürstliche Provision auf die Dompräbende des verstorbenen Dombursars Bernhard Korff gen. Schmising vor. Zu diesem Zeitpunkt war Arnold bereits Domherr in Lüttich und Hildesheim. Am 20. Juli 1595 begehrte er die Inbesitznahme der Pfründe, jedoch hatte sich zwischenzeitlich auch Johann von Schorlemer um die frei gewordene Präbende beworben. Es kam zu einem Streit zwischen den beiden Bewerbern, der damit beendet wurde, dass Arnold 6. Mai 1596 eine neue päpstliche Zusage vorlegen konnte, die die kurfürstliche Kollation bestätigte. Als er am 9. Juli 1598 ein Studienzeugnis der Universität Douai vorlegte, wurde die erforderliche Emanzipation verweigert mit der Begründung, die Universität gehöre nicht zu den statutenmäßig zugelassenen Instituten. Das Domkapitel genehmigte die Emanzipation am Tage darauf, weil Arnold dem Kurfürsten und dem Land wertvolle Dienste geleistet hatte. Seinem guten Verhältnis zum Kurfürsten ist es zu verdanken, dass er das Amt des Dompropstes in Lüttich erhielt. Am 9. August 1611 nahm er das Vizedominat in Münster in Besitz, das ihm ebenfalls vom Kurfürsten verliehen wurde. Daneben war Arnold im Besitz der Dompropstei Hildesheim, des Dompropsteilehens Averholthausen sowie der Obedienz Senden.
Im Sommer 1619 begleitete er den Kurfürsten auf der Reise nach Regensburg, wo der Kaiser gewählt wurde.
Kurz vor seinem Tode verzichtete Arnold auf alle Ämter.